# Allemagne au Concours Eurovision de la chanson 2015
L'Allemagne a annoncé sa participation au Concours Eurovision de la chanson 2015 à Vienne, en Autriche. Le pays est représenté par la chanteuse Ann Sophie et sa chanson Black Smoke, sélectionnées via l'émission Unser Song für Österreich.

## Sélection
La sélection a lieu lors d'une émission unique, divisée en trois parties, et lors de laquelle huit artistes participent chacun avec deux chansons. Sept d'entre eux sont des artistes établis tandis que le huitième artiste est un participant amateur sélectionné en tant que wildcard lors d'un concert télévisé.

### Sélection de lawildcard
L'artiste qui participera à la sélection en tant que wildcard est sélectionné via le télévote uniquement.
| Draw | Artiste          | Chanson       | Résultat | Place |
| ---- | ---------------- | ------------- | -------- | ----- |
| 1    | Klangpoet        | 4 U           | 11,6 %   | 4     |
| 2    | Lars Pinkwart    | Tornado       | 5,7 %    | 8     |
| 3    | Sophie           | Imperfection  | 8,0 %    | 5     |
| 4    | Moonjos          | Haggard Heart | 12,0 %   | 3     |
| 5    | Louisa           | Boomerang     | 2,5 %    | 10    |
| 6    | Aden Jaron       | We’re on Fire | 7,3 %    | 7     |
| 7    | Alisson Bonnefoy | Burning Down  | 7,5 %    | 6     |
| 8    | Ann Sophie       | Jump the Gun  | 24,1 %   | 1     |
| 9    | Sendi            | Battlefield   | 3,2 %    | 9     |
| 10   | Ason             | Hey You       | 18,1 %   | 2     |

### Unser Song für Österreich.

#### Format
La sélection est divisée en trois grandes parties. Tout d'abord, les huit artistes interprètent une de leurs chansons et quatre d'entre eux se qualifient pour la suite de l'émission. Ces quatre artistes interprètent ensuite leurs deuxièmes chansons. Deux chansons sont sélectionnées pour le troisième stade, lors duquel le vainqueur est sélectionné parmi les deux chansons restantes. Seul le télévote compte lors de cette soirée.

#### Chansons
| Artiste          | Chansons                 | Compositeur(s)                                                                  |
| ---------------- | ------------------------ | ------------------------------------------------------------------------------- |
| Alexa Feser      | Glück                    | Steve van Velvet, Alexa Feser                                                   |
| Alexa Feser      | Das Gold von morgen      | Steve van Velvet, Alexa Feser                                                   |
| Andreas Kümmert  | Home Is In My Hands      | Andreas Kümmert, Christian Neander                                              |
| Andreas Kümmert  | Heart of Stone           | Andreas Kümmert, Christian Neander                                              |
| Ann Sophie       | Jump The Gun             | Beatgees, Katrina Noorbergen, Laila Samuels                                     |
| Ann Sophie       | Black Smoke              | Michael Harwood, Ella McMahon, Tonino Speciale                                  |
| Fahrenhaidt      | Frozen Silence           | Andreas John, Erik Macholl, Amanda Pedersen                                     |
| Fahrenhaidt      | Mother Earth             | Andreas John, Erik Macholl, Alexander Freund, Fiora Cutler                      |
| Faun             | Hörst du die Trommeln    | Ingo Politz, Bernd Wendlandt, Faun                                              |
| Faun             | Abschied                 | Ingo Politz, Bernd Wendlandt, Faun                                              |
| Laing            | Zeig deine Muskeln       | Michael Vajna, Nicola Rost                                                      |
| Laing            | Wechselt die Beleuchtung | Nicola Rost                                                                     |
| Mrs. Greenbird   | Shine Shine Shine        | Chris Buseck, Sarah Nücken, Steffen Brückner                                    |
| Mrs. Greenbird   | Take My Hand             | Sarah Nücken, Steffen Brückner                                                  |
| Noize Generation | A Song For You           | Linnea Deb, Joyce Leong, Anton Malmberg Hård af Segerstad, Jewgeni Grischbowski |
| Noize Generation | Crazy Now                | Grischbowski, Axel Ehnström                                                     |

#### Round 1
| Ordre | Artiste          | Chanson               |
| ----- | ---------------- | --------------------- |
| 1     | Mrs. Greenbird   | Shine Shine Shine     |
| 2     | Alexa Feser      | Glück                 |
| 3     | Faun             | Hörst du die Trommeln |
| 4     | Noize Generation | A Song For You        |
| 5     | Ann Sophie       | Jump the Gun          |
| 6     | Fahrenhaidt      | Frozen Silence        |
| 7     | Laing            | Zeig deine Muskeln    |
| 8     | Andreas Kümmert  | Home Is In My Hands   |

#### Round 2
| Draw | Artiste         | Chanson                  |
| ---- | --------------- | ------------------------ |
| 1    | Alexa Feser     | Das Gold von morgen      |
| 2    | Ann Sophie      | Black Smoke              |
| 3    | Laing           | Wechselt die Beleuchtung |
| 4    | Andreas Kümmert | Heart of Stone           |
| –    | Alexa Feser     | Glück                    |
| –    | Ann Sophie      | Jump the Gun             |
| –    | Laing           | Zeig deine Muskeln       |
| –    | Andreas Kümmert | Home Is In My Hands      |

#### Round 3
| Draw | Artiste         | Chanson        | Télévote |
| ---- | --------------- | -------------- | -------- |
| 1    | Ann Sophie      | Black Smoke    | 21,3 %   |
| 2    | Andreas Kümmert | Heart of Stone | 78,7 %   |

Au terme de la soirée, Andreas Kümmert est annoncé comme vainqueur et représentant de l'Allemagne à l'Eurovision 2015. Cependant, dans un retournement de situation inattendu, il décide de se retirer et de laisser sa place à Ann Sophie qui représentera donc l'Allemagne avec sa chanson Black Smoke.

## À l'Eurovision
En tant que membre du Big Five, l'Allemagne est automatiquement qualifiée pour la finale du 23 mai 2015. Lors de celle-ci, le pays se classe à une 26e et dernière place partagée avec l'Autriche, toutes deux n'obtenant aucun point lors du vote. C'est la première fois depuis 1965 que l'Allemagne termine avec un nul point.